# Paul Dubotzki
Paul Dubotzki (* 16. Oktober 1891 in Ingolstadt; † 13. Oktober 1969 in Dorfen) war ein deutscher Fotograf, Maler und Kaufmann.

## Leben
Dubotzki war Sohn des Oberbahnmeisters Paul Dubotzki und seiner Ehefrau Auguste. Nach der Schulzeit lernte er Fotograf und arbeitete in Lenggries und in Baden-Baden. Im Jahr 1912 oder 1913 schloss er sich als Fotograf einer Expedition nach China und Sumatra an. In Ostasien überraschte ihn – vermutlich in Deutsch-Neuguinea – der Beginn des Ersten Weltkriegs. Er schlug sich nach Adelaide (Australien) durch, dort wurde er jedoch 1915 als feindlicher Ausländer interniert. Dubotzki war im Torrens-Island-Internierungslager, im Holsworthy-Internierungslager und im Lager Trial Bay Gaol interniert. Von diesen Internierungslagern machte er zahlreiche Aufnahmen. Insgesamt waren dort etwa 7000 Deutsche und deutschstämmige Australier interniert. Erst nach längerer Zeit erfuhr seine Familie in Dorfen von seinem Schicksal, bis dahin galt er als verschollen.
1919 kehrte er nach Dorfen zurück, wo er einen Fotoladen eröffnete und Maria März heiratete. Aus Freude über seine Rückkehr pflanzten die Eltern von Dubotzki eine Lindenallee. Das Paar hatte drei Kinder; seine beiden Töchter lernten ebenfalls Fotograf. Der Sohn fiel als Soldat im Zweiten Weltkrieg. Später war Dubotzki auch als Maler und Schauspieler sowie als Regisseur in Laientheatern tätig. Er starb 1969 und wurde auf dem städtischen Friedhof in Dorfen beerdigt.
2021 wurden bei einem Hausabbruch alte Kameras, Negative und Fotoplatten von Dubotzki gefunden.

## Ausstellungen seiner Fotografien
Durch eine Anfrage von Historikern aus Australien, die die Geschichte der Internierungslager erforschten, stieß der Heimatkundler Franz Streibl bei Dubotzkis Tochter in Dorfen auf rund 1000 Fotos, die in Teilen zwischen Mai und September 2011 im Museum of Sydney in der Ausstellung The Enemy At Home: German Internees in World War I Australia gezeigt wurden. Im September 2012 wurden Fotos von Dubotzki in Dorfen gezeigt, teilweise Fotografien aus Australien, teilweise Aufnahmen aus Bayern. Zahlreiche Fotos von Dubotzki haben eine hohe künstlerische Qualität. Die Ausstellung in Sydney wurde ausgezeichnet: Sie gewann den National Trust Heritage Award für 2012.